# 맥락정착적 수업

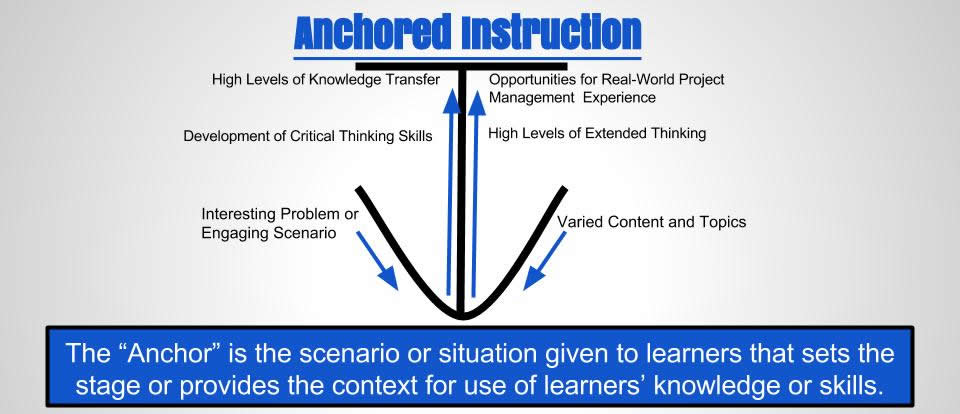

맥락정착적 수업은 사회 구성주의 패러다임에 속하는 기술 중심 학습 접근 방식이다. 이는 여러 관점에서 검토할 수 있는 통합 학습 컨텍스트 내에서 문제 해결을 강조하는 위치 학습의 한 형태이다. "즉, 학습 과정을 향상시키는 데 도움이 되는 현실적인 역할을 학생들에게 제공하도록 상황에 맞게 학습된다", (Fried, Zannini, Wheeler, Lee, & Cortez, 2005). 가르치는 동안 활동은 모험이나 이야기와 같은 맥락 중심으로 설계되거나 묶여 있으며, 끝에 해결해야하는 문제가 있다. 콘텐츠와 실제 컨텍스트 간의 연결을 "맥락정착"이라고 한다. 이러한 모델은 일반적으로 문제를 해결하는 데 필요한 모든 정보 (예: 데이터 및 힌트)를 포함한다. 이 교육은 개방형이라는 점을 제외하고는 문제 기반 학습 (P.B.L.)과 유사하다.
요약된 7가지 원칙은 맥락정착적 수업의 설계를 관리하는 데 사용된다. (Biswas, Goldman, & Bransford, 1997).
1. 생성적 학습 형식-지침에 적합한 맥락이 선택된다. 이것은 일반적으로 문제로 이어지는 이야기이며 학생들에게 흥미롭다. 문제의 해결책인 이야기의 끝은 학습자가 생성해야 한다. 이 방법은 학생들이 문제에 대한 소유권을 가지기 때문에 능동적 학습을 통해 본질적인 동기를 제공한다.
2. 비디오 기반 프레젠테이션 형식-이 형식을 사용하면 학습자가 텍스트 또는 오디오 형식보다 복잡하고 얽힌 문제를 더 잘 이해할 수 있다. 동적, 시각적, 공간적 표현을 통해 교과서 및 기타 문헌에서 가르치는 내용을 강화한다. 비디오 매체는 캐릭터에게 생명을 불어넣고 진정한 스토리 라인을 묘사한다. 이 형식은 글을 읽거나 이해하는 데 어려움이 있는 학생들에게 적절하며 패턴 인식 기술을 개발할 수 있다.
3. 설명 형식-비디오는 캐릭터, 이벤트 및 후속 이벤트에 대한 설명을 제공하기 위해 설명된다. 이 문제는 자연스럽게 발생하여 학생들에게 실제 문제를 해결하고 비디오 강의에 응답하지 않는 느낌을 준다. 설명 형식을 사용하면 스토리에 정보를 더 쉽게 삽입할 수 있다.
4. 문제의 복잡성-사용된 이야기나 모험은 완전한 주의를 요구하고, 학습자의 호기심을 자극하기 위해 높은 수준의 복잡성을 가져야 한다. 문제를 해결하려면 여러 단계가 필요하다. 이것은 맥락정착적 수업 학습 환경 (Ihlström & Westerlund, 2013)[5] 전제를 기반으로 한다. 학습자는 보다 현실적인 복잡한 문제를 다루도록 교육을 받아야 한다.
5. 임베디드 데이터 디자인-스토리에는 문제를 해결하는 데 필요한 원활하게 임베디드 정보가 포함되어 있다. 또한 관련이 없는 많은 정보를 포함해야 한다. 이러한 방식으로 형식을 지정하면 학습자는 질문을 이해하고 질문에 대답하는 데 적합한 정보를 결정할 수 있다. (Goldman, et al .; Sherwood, et al., 1995).
6. 전이 기회-학습자는 하나의 주제 (예: 기하학)에서 비슷한 주제로 지식을 연결할 수 있다. 이것은 딥 러닝과 기술 전달을 증가시킨다.
7. 커리큘럼 전체의 링크-문제를 해결하기 위해 필요한 모든 정보를 포함하는 것 외에도 스토리는 전체적인 학습 접근 방식을 제공하기 위해 다른 주제를 소개할 수 있다.

맥락정착적 수업은 교육 기술의 사용을 강조한다. 교사는 정보원에서 코치로 이동한다. 이 수업은 초등 수준에서 널리 사용되며 수학, 읽기 및 언어 능력에 적용된다.

학습자의 역할
맥락정착적 수업은 학습자에게 동기를 부여하고 도전함으로써 적극적인 학습을 촉진시킨다. 스토리 또는 맥락에는 기타 관련 없는 정보와 함께 포함된 데이터가 포함되어 있다. 이러한 관련 정보를 해독, 추출 및 구성하는 것은 학습자의 역할이다. 해결해야 할 문제는 종종 학습자가 자신의 사고를 지원하고 안내해야 하는 작은 질문을 생성하여 여러 단계를 밟아야 한다. 소규모 학습자 그룹은 이러한 유형의 교육에 적합한 규모이다. 그룹의 구성원은 종종 여러 의견을 제공하므로 문제에 대한 여러 솔루션을 가지고 있다. 학생들은 학습 목표를 설정할 책임이 있다. 학생들의 학습 목표는 공부할 특정 분야를 선택하려는 동기와 일치해야 한다.

교사의 역할
교사는 맥락과 문제 설명 및 스토리에 포함된 데이터를 제공할 역할이 있다. 고정된 스토리에는 문제 해결을 위한 교육용 비계 역할을 하는 힌트도 포함되어 있어야 한다. 비계는 학습을 지원하는 임시 프레임 워크를 제공한다. 교사는 이러한 학습 과정을 통해 학습자를 지도하고 안내한다. 그들은 학생들이 자신의 학습 목표를 설정하도록 도와야 한다. 그리고 그들이 더 이상 지식의 주요 원천이 아니라는 것을 인정해야 한다.
1. ↑  “Problem Based Instruction - Emerging Perspectives on Learning, Teaching and Technology”. 2021년 6월 19일에 확인함.
2. ↑  November 30th, Last Updated; Pm, 2018 07:15. “Situated Learning (J. Lave)” (미국 영어). 2021년 6월 19일에 확인함.
3. ↑  Fried, A., Zannini, K., Wheeler, D., Lee, Y., & Cortez, a. J. (2005년). “Anchored Instruction. Retrieved from Suny Cortland”. 2021년 6월 19일에 확인함.
4. ↑  Crews, Thaddeus R.; Biswas, Gautam; Goldman, Susan; Bransford, John (1997). “Anchored Interactive Learning Environments”. 《International Journal of Artificial Intelligence in Education (IJAIED)》 8: 142–178.
5. ↑  Ihlström, J., & Westerlund, F. (2013년). 《Interactive Learning environments: The effects of interactivity in online learning environments》. Institutionen för informatik.

- Circles, L. (2002, September 11). John Bransford - Anchored Instruction. Retrieved from Lifecircles Inc: https://web.archive.org/web/20150710072426/http://www.lifecircles-inc.com/Learningtheories/bransford.html
- Kaylor, Maria (2003). Sustaining the use of anchored instruction (Thesis). ProQuest 305294413
- Research-Starters. (2015). Anchored Instruction. Retrieved from Enotes.com: http://www.enotes.com/research-starters/anchored-instruction 보관됨 2016-12-20 - 웨이백 머신
- Spiro, R. J., & Nix, D. (2012). Cognition, Education, and Multimedia: Exploring Ideas in High Technology. Routhedge.
- Vanderbilt, The Cognition and Technology Group at (1990). "Anchored Instruction and Its Relationship to Situated Cognition". Educational Researcher. 19 (6): doi:10.2307/1177136. JSTOR 1177136.